# ويلهلم ثييل
ويلهلم ثييل (بالألمانية: Wilhelm Thiele)‏ (و. 1890 – 1975 م) هو مخرج أفلام، وكاتب سيناريو نمساوي، ولد في فيينا، توفي في وودلاند هيلز، عن عمر يناهز 85 عاماً.

## جوائز
حصل على جوائز منها:

جائزة الفيلم الألماني ‏

## وصلات خارجية
- ويلهلم ثييل على موقع IMDb (الإنجليزية)
- ويلهلم ثييل على موقع ألو سيني (الفرنسية)
- ويلهلم ثييل على موقع أول موفي (الإنجليزية)
- ويلهلم ثييل على موقع قاعدة بيانات الأفلام السويدية (السويدية)
- ويلهلم ثييل على موقع قاعدة بيانات الفيلم (الإنجليزية)
- ويلهلم ثييل على موقع كينوبويسك (الروسية)